# Polymère à séquence contrôlée

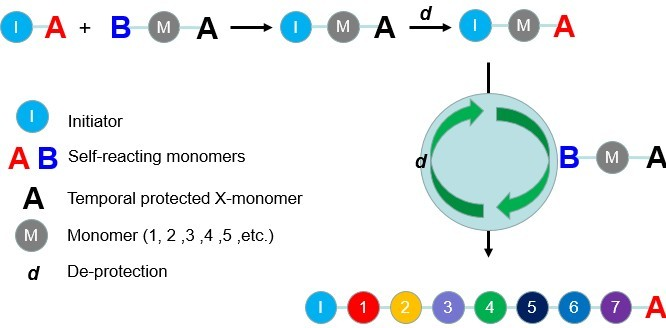
Schéma explicatif de la formation d'un polymère à séquence contrôlée

Un polymère à séquence contrôlée est un copolymère synthétique ou naturel dans lequel l’agencement des unités monomères est ordonné. Les acides nucléiques et les protéines sont, par exemple, des polymères naturels contenant des séquences contrôlées d'unités monomères. Un polymère à séquence contrôlée ne doit pas être confondu avec la classe plus restreinte des copolymères séquencés (aussi appelés copolymères à blocs).